# Běh na lyžích na Zimních olympijských hrách 2018 – štafeta ženy
Štafeta 4×5 km žen, běžecká disciplína z programu Zimních olympijských her 2018, se konala 17. února 2018 v 15:00 místního času (7:00 CET) v Běžeckém centru Alpensia v Pchjongčchangu. První dva úseky se jako obvykle běžely klasickou technikou, druhé dva úseky volně. Vítězem závodu se stala štafeta Norska, když finišmenka Marit Bjørgenová měla v cílové rovince více sil než vítězka sprintu Švédka Stina Nilssonová. Pro bronz si už s větším odstupem dojely Rusky.

## Program
Časy jsou uvedeny v jihokorejském čase (UTC+9).
| Datum         | Čas   | Fáze závodu |
| ------------- | ----- | ----------- |
| 17. únor 2018 | 15:00 | Finále      |

## Výsledky
Závod odstartoval v 15:00.
| Pořadí           | SČ | Štafeta | Časy                                    | Ztráta  |
| ---------------- | -- | --- | --------------------------------------- | ------- |
| Zlatá medaile    | 1  | Norsko · Ingvild Flugstadová Østbergová · Astrid Uhrenholdtová Jacobsenová · Ragnhild Hagaová · Marit Bjørgenová  | 51:24.3 13:28.9 14:15.9 11:46.7 11:52.8 | —       |
| Stříbrná medaile | 2  | Švédsko · Anna Haagová · Charlotte Kallaová · Ebba Anderssonová · Stina Nilssonová                                | 51:26.3 13:50.3 13:26.4 12:11.4 11:58.2 | +2.0    |
| Bronzová medaile | 5  | Olympijští sportovci z Ruska · Natalja Něprjajevová · Julija Bělorukovová · Anastasija Sedovová · Anna Nečajevská | 52:07.6 13:24.5 13:50.5 12:13.4 12:39.2 | +43.3   |
| 4                | 3  | Finsko · Aino-Kaisa Saarinenová · Kerttu Niskanenová · Riitta-Liisa Roponenová · Krista Pärmäkoskiová             | 52:26.9 13:44.4 13:40.7 12:45.2 12:16.6 | +1:02.6 |
| 5                | 4  | Spojené státy americké · Sophie Caldwellová · Sadie Bjornsenová · Kikkan Randallová · Jessica Digginsová          | 52:44.8 14:26.0 13:54.2 12:12.9 12:11.7 | +1:20.5 |
| 6                | 6  | Německo · Stefanie Böhlerová · Katharina Hennigová · Victoria Carlová · Sandra Ringwaldová                        | 53:13.7 14:16.4 13:53.9 12:37.9 12:25.5 | +1:49.4 |
| 7                | 7  | Švýcarsko · Laurien van der Graaffová · Nadine Fähndrichová · Nathalie von Siebenthalová · Lydia Hiernickelová    | 53:15.8 13:59.9 13:46.8 12:22.4 13:06.7 | +1:51.5 |
| 8                | 12 | Slovinsko · Anamarija Lampičová · Katja Višnarová · Alenka Čebašeková · Vesna Fabjanová                           | 53:55.7 13:28.4 14:47.7 12:22.1 13:17.5 | +2:31.4 |
| 9                | 9  | Itálie · Anna Comarella · Lucia Scardoni · Elisa Brocardová · Ilaria Debertolisová                                | 54:22.0 14:25.2 14:19.9 12:29.2 13:07.7 | +2:57.7 |
| 10               | 8  | Polsko · Ewelina Marciszová · Justyna Kowalczyková · Martyna Galewiczová · Sylwia Jaśkowiecová                    | 54:30.9 14:23.1 14:13.0 13:14.8 12:40.0 | +3:06.6 |
| 11               | 11 | Česko · Kateřina Beroušková · Karolína Grohová · Petra Nováková · Barbora Havlíčková                              | 55:17.1 14:06.2 14:49.4 12:45.3 13:36.2 | +3:52.8 |
| 12               | 13 | Francie · Aurore Jéanová · Anouk Faivreová-Piconová · Coraline Hugueová · Delphine Claudelová                     | 55:50.2 14:37.7 14:43.7 12:52.2 13:36.6 | +4:25.9 |
| 13               | 10 | Kanada · Dahria Beatty · Emily Nishikawa · Cendrine Browne · Anne-Marie Comeau                                    | 56:14.6 15:00.2 14:35.0 12:53.7 13:45.7 | +4:50.3 |
| 14               | 14 | Bělorusko · Anastasija Kirillovová · Julija Tichonovová · Polina Seronosovová · Valjancina Kaminská               | 57:56.1 15:46.7 14:47.3 13:16.4 14:05.7 | +6:31.8 |